# Christina Benninghaus
Christina Benninghaus (* 1964) ist eine deutsche Historikerin.
Christina Benninghaus studierte Geschichte und Philosophie an der Ruhr-Universität Bochum. Ihr Masterstudium absolvierte sie am Centre for the Study of Social History an der University of Warwick. Sie promovierte am Europäischen Hochschulinstitut in Florenz. Anschließend forschte sie als wissenschaftliche Mitarbeiterin, wissenschaftliche Assistentin und Vertreterin einer Juniorprofessur an den Universitäten Halle-Wittenberg, Bielefeld, Bochum und Gießen. Von 2012 bis 2014 war sie Senior Research Fellow am Department of History and Philosophy of Science an der University of Cambridge. Sie war als DAAD-Fachlektorin für Neuere Geschichte am Wadham College in Oxford tätig. Sie arbeitet seit Januar 2022 am Interdisziplinären Zentrum für Geschlechterforschung der Universität Bielefeld.

## Schriften (Auswahl)
- Die anderen Jugendlichen. Arbeitermädchen in der Weimarer Republik. Campus, Frankfurt am Main 1999.
- mit Kerstin Kohtz (Hrsg.): „Sag mir, wo die Mädchen sind ...“ Beiträge zur Geschlechtergeschichte der Jugend. Böhlau, Köln/Wien 2000.
- (Hrsg.) Region in Aufruhr. Hungerkrise und Teuerungsproteste in der preußischen Provinz Sachsen und in Anhalt 1846/47. mdv, Mitteldt. Verlag, 2000.
- (Hrsg.) Unterwegs in Europa. Beiträge zu einer vergleichenden Sozial- und Kulturgeschichte. Festschrift für Heinz-Gerhard Haupt. Campus, Frankfurt am Main 2008.